# Salmis, Karelska republiken
Salmis (ryska: Салми, Salmi; karelska och finska: Salmi) är en köping och kommun i Pitkäranta rajon inom Karelska republiken (Ryssland) och tidigare finländsk kommun. Salmis ligger vid sjön Ladoga. Invånarantalet är cirka 2 800.

## Historia
Salmis hörde från 1617 till Kexholms län i det svenska riket. Socknen hörde till de områden som Sverige vid freden i Nystad 1721 avträdde till Ryssland. Se Gamla Finland.
Salmis och det övriga Gamla Finland återförenades 1812 - såsom Viborgs län - med det som några år tidigare hade blivit Storfurstendömet Finland.
Kommunen avträddes 1940 efter vinterkriget till Sovjetunionen, återerövrades av finländska trupper 1941, men gick på nytt förlorad genom vapenstilleståndsfördraget 19 september 1944. Den finländska befolkningen evakuerades 1939 och 1944 till det återstående Finland.
Det ryska Salmis område överensstämmer förvaltningsmässigt inte till alla delar med den tidigare finländska kommunens område.

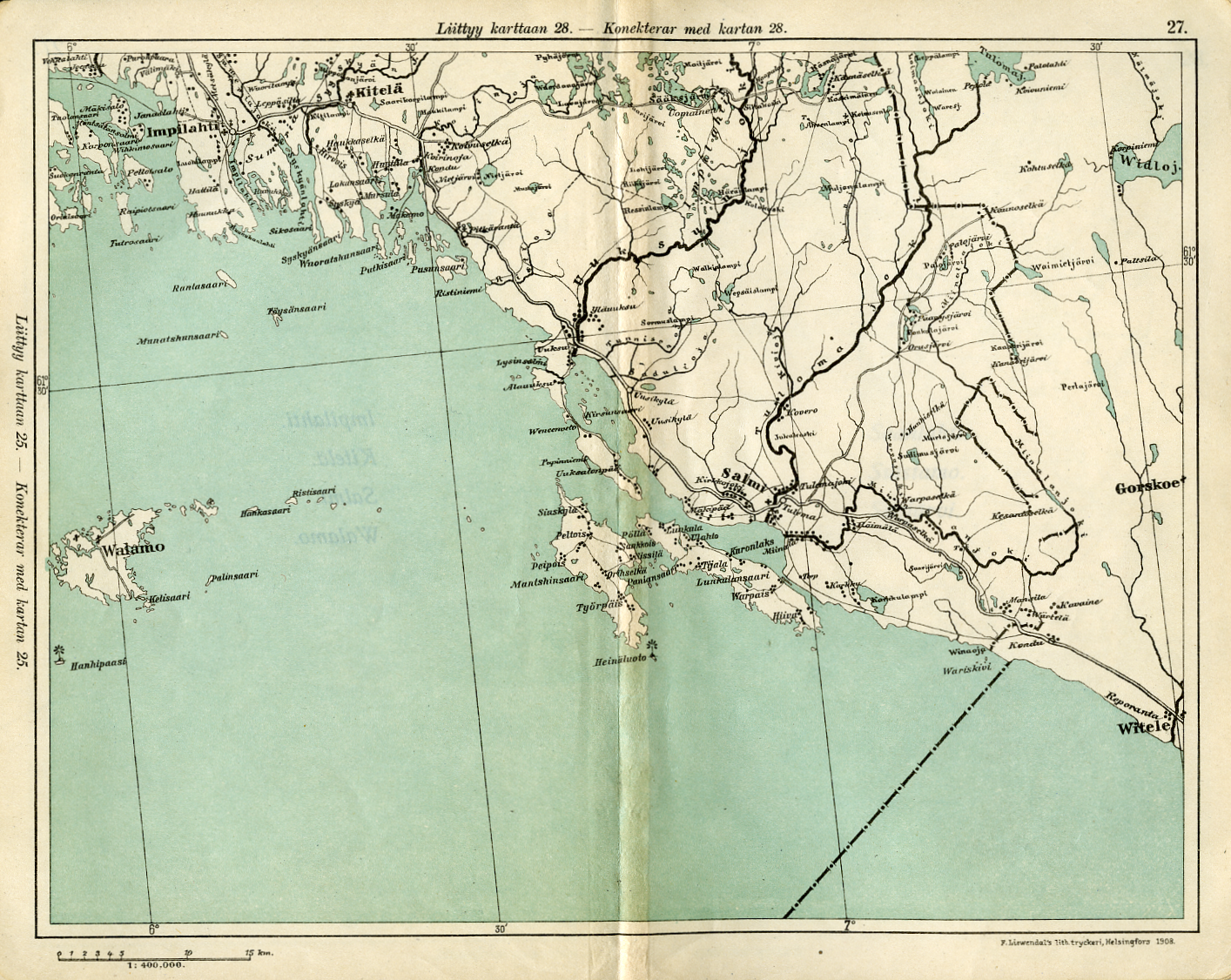
Karta från 1908.

## Kommundelar 2008
- Mijnala (Miinola)
- Kirkkojoki
- Karkku
- Räimälä
- Pogrankondusji (Rajakontu)
- Orusjärvi
- Kavgozero (Kaukajärvi)
- Kovajno (Kavaino)
- Mansila
- Lunkulansaari
- Mantsinsaari

## Vänorter
- Pielavesi, Norra Savolax, Finland

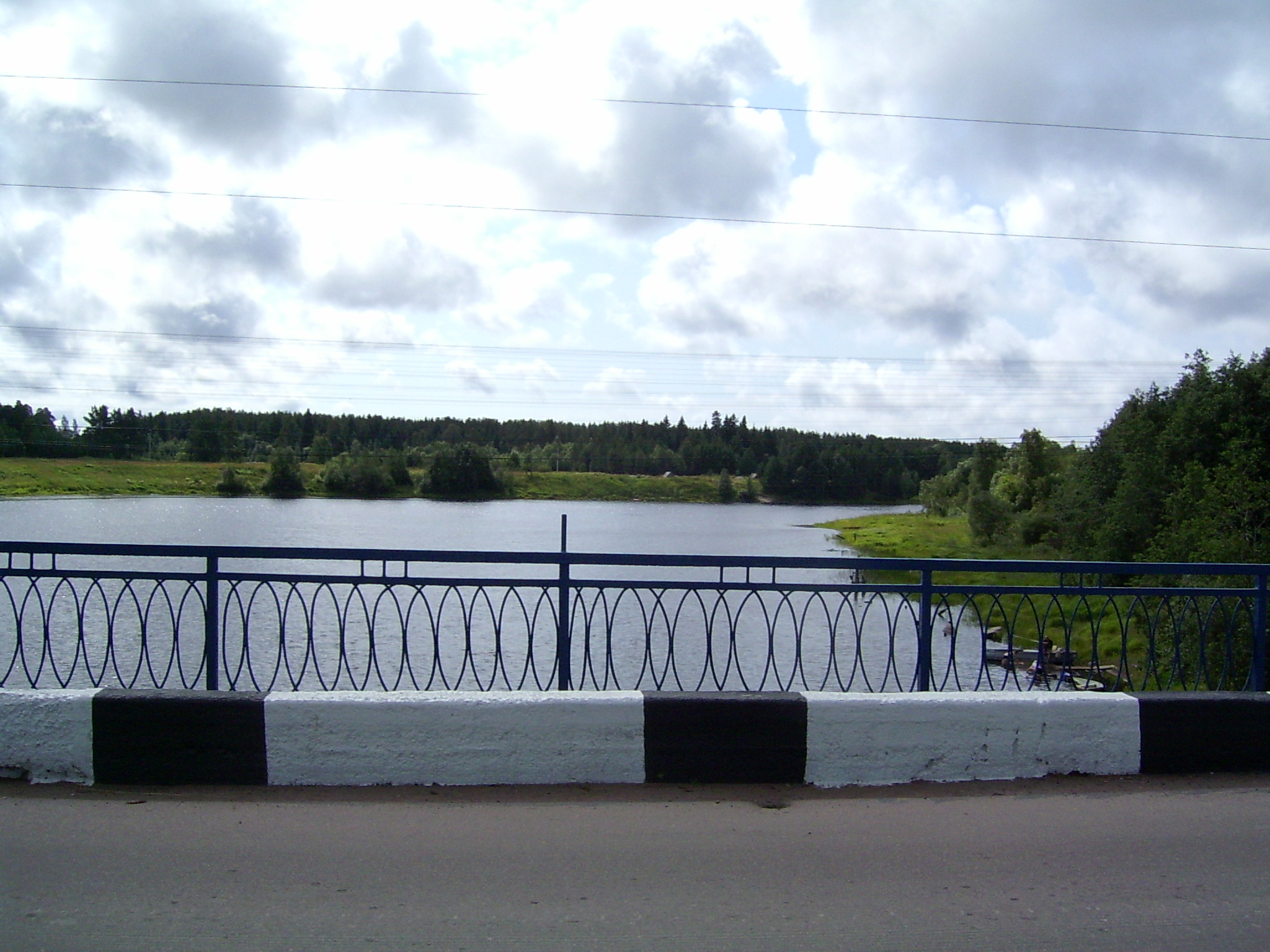
En bro över Tulemajoki.